# توي ستوري 3: ذا فيديو جيم
توي ستوري 3: ذا فيديو جبم (بالإنجليزية: Toy Story 3: The Video Game)‏، هي لعبة فيديو أمريكية من نوع منصات، صدرت اللعبة سنة 2010، وتعمل على عدة منصات، ومنها مايكروسوفت ويندوز وبلاي ستيشن 3 وإكس بوكس 360 ونينتندو وي.